# Riccardo Frizza
Riccardo Frizza (geboren am 14. Dezember 1971 in Brescia) ist ein italienischer Dirigent, dessen Repertoire überwiegend das italienische Opernschaffen des 19. Jahrhunderts umfasst. Seit September 2017 ist er musikalischer Leiter des Donizetti Opera Festival in Bergamo.

## Leben und Wirken
Frizza studierte zunächst Klavier und anschließend Dirigieren bei Gilberto Serembe an der Accademia Musicale Pescarese sowie Harmonielehre, Kontrapunkt und Fuge bei Elisabetta Brusa am Conservatorio Giuseppe Verdi in Mailand. Außerdem belegte er Meisterkurse bei Jorma Panula an der Accademia dei Filarmonici und bei Gianluigi Gelmetti an der Accademia Musicale Chigiana. Gefördert wurde er von Alberto Zedda, Bruno Cagli und Gian Carlo Menotti. 1998 gewann er den Internationalen Wettbewerb für Orchesterdirigenten der Südböhmischen Staatsphilharmonie.
Von 1994 bis 2000 wirkte Frizza als Dirigent des Orchestra Sinfonica di Brescia und führte in seiner Heimatstadt sämtliche Beethoven-Symphonien auf. 2001 erfolgte sein offizielles Debüt beim Rossini Opera Festival in Pesaro mit Rossinis Stabat Mater. Er wurde daraufhin eingeladen, in Pesaro drei szenische Produktionen selten gespielter Rossini-Opern zu leiten. 2002 dirigierte er dort Il turco in Italia, 2004 Matilde di Shabran und 2006 Adelaide di Borgogna. 2002 dirigierte er seinen ersten kompletten Konzertabend mit dem Philharmonia Orchestra in der Londoner Royal Festival Hall. Im selben Jahr wurde er für Operndirigate in Toulon, Las Palmas und beim Wexford Festival Opera in Irland eingeladen.
2003 übernahm er Dirigate von Rossini-Opern an der Opéra de Marseille, am Teatro dell’Opera di Roma, am Teatro Regio di Torino und am Teatro Comunale di Bologna. 2004 folgten Aida an der Opéra de Monaco, Un ballo in maschera an der Opéra National de Montpellier, La Cenerentola an der Washington National Opera und Nabucco am Teatro Carlo Felice in Genua. 2005 war er am Teatro Nacional de São Carlos in Lissabon verpflichtet, dirigierte erstmalig in Mittel- und Südamerika und debütierte in Bilbao mit La sonnambula und am Gran Teatre del Liceu in Barcelona mit Semiramide.
Im Januar 2007 debütierte er mit La Cenerentola an der Bayerischen Staatsoper in München. Im Januar 2009 folgte sein Debüt an der Metropolitan Opera in New York (mit Rigoletto), im Juli 2009 sein Debüt am Theater an der Wien (mit Don Giovanni). Im Theater an der Wien leitete er im Juli 2012 Les Contes d’Hoffmann. Im April 2013 dirigierte er erstmals an der Mailänder Scala, wo er mit Oberto debütierte. Im Juli 2013 übernahm er im Theater an der Wien die musikalische Leitung bei einer umstrittenen Neueinszenierung der Oper Attila (Regie: Peter Konwitschny) von Giuseppe Verdi.
Im September 2017 wurde Frizza zum Musikalischen Direktor des Donizetti-Festivals in Bergamo ernannt, wo er 2018 Il castello di Kenilworth und 2019 Lucrezia Borgia bei der Uraufführung der von Ricordi und der Fondazione Teatro Donizetti herausgegebenen neuen kritischen Ausgabe der Partitur dirigierte. In der Saison 2019/20 dirigierte er I Puritani an der Opéra Bastille in Paris. Im Mai 2020 leitete an der Opéra Royal de Wallonie in Liège ein Konzert mit der Sopranistin Pretty Yende.
Am 28. Juni 2020 dirigierte er vor dem Cimitero Monumentale von Bergamo in Anwesenheit des italienischen Statspräsidenten Sergio Mattarella das von Rai 1 live übertragene Gedenkkonzert für die Opfer der COVID-19-Pandemie in Italien, bei dem das Donizetti-Requiem, gewidmet dem früh verstorbenen Komponistenkollegen Vincenzo Bellini, aufgeführt wurde. Im Juli 2020 gehörte er, neben seinen Kollegen Marco Armiliato, Andrea Battistoni und Francesco Ivan Ciampa, zu den vier Dirigenten, die in der Arena von Verona das Pandemie-Konzert Nel cuore della Musica leiteten, bei dem 3.000 Zuhörer zugelassen waren, die in großem Abstand voneinander saßen.
Seit März 2022 ist er Chefdirigent des Symphonieorchesters des Ungarischen Rundfunks in Budapest. In der Saison 2023/24 dirigierte er am Teatro Real in Madrid das Konzertprogramm Die drei Königinnen (The three Queens) mit Sondra Radvanovsky.
Des Weiteren dirigiert[e] er an zahlreichen Opernhäusern Italiens, darunter am Teatro San Carlo in Neapel, beim Maggio Musicale Fiorentino und beim Sferisterio Opera Festival in Macerata, beim Festival d’Aix-en-Provence, beim Festival de Peralada, am Opernhaus Zürich, in Buenos Aires und Mexiko-Stadt, in Dallas, Chicago und San Francisco, in Seoul und Tokio.
Im Konzertsaal leitete er u. a. das Orchestra dell’Accademia Nazionale di Santa Cecilia in Rom, die Sächsische Staatskapelle, das Gewandhausorchester Leipzig, das Mahler Chamber Orchestra, die Sankt Petersburger Philharmoniker, das Philharmonia Orchestra (London), das Tokyo Symphony Orchestra und das Philharmonieorchester Tokio.
2002 begann seine langjährige Zusammenarbeit mit dem Tenor Juan Diego Flórez, den er mehrfach bei Recitals und Konzerten begleitete.

### Privates
Frizza ist seit 2005 mit der spanischen Sopranistin Davinia Rodríguez verheiratet. Das Paar hat eine Tochter.

## Repertoire
Frizza gilt als Kenner und Spezialist für das musikdramatische Schaffen von Rossini, Donizetti, Bellini und Verdi. Schwerpunkte als Dirigent liegen auf den Werken des 19. Jahrhunderts, des italienischen Belcanto, von Gioachino Rossini bis Verdi und des frühen Puccini (Le Villi, Manon Lescaut, La Bohème und Tosca) sowie mehrere Mozart-Opern; als einziges Werk aus dem 20. Jahrhundert Bohuslav Martinůs Oper Mirandolina. Aus dem französischen Repertoire dirigierte er Carmen und Les contes d’Hoffmann.
Auch sein Konzertrepertoire ist stark auf Werke italienischer Komponisten zentriert. Beispielsweise dirigiert er das Donizetti-Requiem, Rossinis Stabat Mater und das Verdi-Requiem. Im Konzertsaal widmet er sich darüber hinaus mit Vorliebe dem symphonischen Schaffen von Ludwig van Beethoven.

## Aufnahmen (Auswahl)

### Gesamtaufnahmen (CD)
- Bellini: I Puritani, mit Lisette Oropesa (Elvira), Lawrence Brownlee (Arturo), Anthony Clarke Evans (Sir Riccardo), Riccardo Zanellato (Sir Giorgio), MDR-Rundfunkchor, Dresdner Philharmonie, EuroArts 2024.
- Donizetti: Maria Stuarda – Sferisterio Opera Festival; mit Laura Polverelli, Maria Pia Piscitelli, Giovanna Lanza, Roberto De Biasio, Simone Alberghini, Mario Cassi, Naxos 2007.
- Martinů: Mirandolina, mit Daniela Bruera, Tereza Mátlová, Elena Traversi, Simon Edwards, Enrico Marabelli, Simone Alberghini und Massimiliano Tonsini. [Aufzeichnung 2002 (BBC)], CD Supraphon, 2004.
- Puccini: Le villi – Orchester und Chor des Teatro Carlo Felice, Genua, mit Gabriele Viviani, Fiorenza Cedolins, José Cura. Live (konzertant), Premiere Opera 2594-1 (1 CD), März 2007.
- Rossini: La donna del lago – 23. Juli 2002 (live, konzertant aus Montpellier, Rezitative leicht gekürzt): Orchestre Philharmonique de Montpellier Languedoc-Roussillon, Latvian Radio Chorus Vilnius. Brigitte Hahn, Daniela Barcellona, Juan Diego Flórez, Nicola Ulivieri, Gregory Kunde, Franck Bard, Carine Dessay. Premiere Opera Ltd. CDNO 6103 (2 CD).
- Rossini: Matilde di Shabran (Fassung 1822 Neapel) – Rossini Opera Festival Pesaro; mit dem Galician Symphony Orchestra und dem Prager Kammerchor; mit Juan Diego Flórez, Annick Massis, Bruno Taddia, Hadar Halevy, Marco Vinco, Bruno de Simone, Chiara Chialli, Carlo Lepore, Gregory Bonfatti, Lubomir Moravec. Decca 475 7688 (3 CD), Premiere Opera Ltd. CDNO 1785-3 (3 CD), Premiere Opera DVD 6037 (1 DVD). (Live-Aufnahme von 2004); Decca 2006, CD August 2004 (auch Video, DVD unvollständig).

### Gesamtaufnahmen (DVD)
- Bellini: I Capuleti e i Montecchi – San Francisco Opera; mit Joyce DiDonato, Nicole Cabell, Saimir Pirgu, Eric Owens, Ao Li. Regie: Vincent Boussard, EuroArts 2013.
- Donizetti: Il castello di Kenilworth – Teatro Sociale di Bergamo, Festival Donzetti 2018; mit Jessica Pratt, Carmela Remigio, Xabier Anduaga, Dario Russo und Federica Vitali; Regie: Maria Pilar Perez Aspa, 2018 (auch als CD).
- Donizetti: Lucrezia Borgia (2012) – San Francisco Opera; mit Renée Fleming, Michael Fabiano, Elizabeth De Shong und Vitalij Kowaljow; Regie: John Pascoe, EuroArts 2012 (auch als Blu-ray).
- Donizetti: Lucrezia Borgia (2021) – Ersteinspielung der Kritischen Edition von Roger Parker and Rosie Ward aus dem Jahr 2019. Mit dem Orchestra Giovanile Luigi Cherubini, Carmela Remigio, Marko Mimica, Xabier Anduaga, Varduhi Abrahamyan, Manuel Pierattelli, Alex Martini, Roberto Maietta, Daniele Lettieri, Rocco Cavalluzzi, Edoardo Milletti, Federico Benetti und Francesca Verga, Dynamic 2021.
- Donizetti: La fille du régiment – Teatro Carlo Felice, Genua; mit Patrizia Ciofi, Juan Diego Flórez, Francesca Franci, Dario Benini, Nicola Ulivieri, Filippo Bettoschi, Maurizia Burlando; Regie: Emilio Sagi, Decca 2006.
- Mascagni: L’amico Fritz, mit Salome Jicia, Charles Castronovo, Teresa Iervolino, Massimo Cavalletti, Dave Monaco, Orchestra del Maggio Musicale Fiorentino. Regie: Rosetta Cucchi. Dynamic, 2023.
- Mozart: Don Giovanni – Sferisterio Opera Festival, mit Ildebrando D'Arcangelo, Andrea Concetti, Enrico Giuseppe Iori, Myrtò Papatanasiu, Marlin Miller und Carmela Remigio, Regie und Bühne: Pier Luigi Pizzi. C Major/Naxos, 2009.
- Rossini: Tancredi – Maggio Musicale Fiorentino, mit Raúl Giménez, Barbara Di Castri, Daniela Barcellona, Darina Takova, Marco Spotti, Nicola Marchesini; Inszenierung: Andrea Bevilacqua. Aufzeichnung einer Live-Vorstellung, 2005.
- Rossini: L’italiana in Algeri (2006) – Festival d’Aix-en-Provence, mit dem Mahler Chamber Orchestra, dem Arnold Schoenberg Chor, Christianne Stotijn, Maxim Mironow und Marco Vinco. Bel Air/harmonia mundi 2006.
- Rossini: L’italiana in Algeri (2018) – Gran Teatre del Liceu, Barcelona, mit Luca Pisaroni, Varduhi Abrahamyan, Sara Blanch, Lidia Vinyes-Curtis, Tony Marsol, Maxim Mironov und Giorgio Caoduro. Regie: Vittorio Borrelli. 2018.
- Rossini: Armida – Chor und Orchester der Metropolitan Opera; mit Renée Fleming, Lawrence Brownlee, John Osborn, Barry Banks, Kobie van Rensburg, Yegishe Manucharyan, Keith Miller. Decca. DVD 074.3416.
- Verdi: Nabucco – Opernhaus Zürich; mit Orlin Anastassov, Alberto Gazale, Yasu Nakajima, Susan Neves, Annamaria Popescu. Dynamic 2005.
- Verdi: Giovanna d’Arco – Festival della Valle d’Itria, Teatro Petruzzelli, Bari; mit Jessica Pratt, Jean-François Borras, Julien Kim, Roberto Cervellera und Emanuele Cordaro; Regie: Fabio Ceresa. Dynamic 2007 (auch als CD).
- Verdi: Otello – Sferisterio Opera Festival, mit Stuart Neill, Jessica Nuccio, Roberto Frontali, Davide Giusti. Dynamic 2016.

### Arien und Duette
- Juan Diego Flórez: Una furtiva lagrima, Decca 2003
- Juan Diego Flórez: Voce D’Italia: Arias for Rubini, 2007
- Erwin Schrott: Arias by Mozart, Verdi, Berlioz, Gounod & Meyerbeer, Orquestra de la Comunitat Valenciana, Decca 2008, CD
- Ramón Vargas: Opera Arias, 2013
- Roberto Alagna, Aleksandra Kurzak: Puccini in love, Sony Classical 2018

### Orchesterwerke
- Donizetti: Concerto a Corno Inglese in F, mit Musikern des Metropolitan Opera Orchestra, Solist: Pedro Díaz, 2015
- Joven Orquesta Nacional de España, Isabel Rey (Sopran), Daniela Barcellona (Mezzosopran), mit
  - Luigi Boccherini: Stabat Mater für Sopran und Streichorchester, op. 61, G 532
  - Rossini: Kantate Giovanna d'Arco für Mezzosopran und Streichorchester
  - Puccini: Crisantemi, Elegia per quattro archi (Version für Streichorchester)

## Auszeichnungen
- Cannes Classical Award 2004 (für Una furtiva Lagrima)
- International Opera Awards 2021 (Nominierung)